# Augustus Desiré Waller

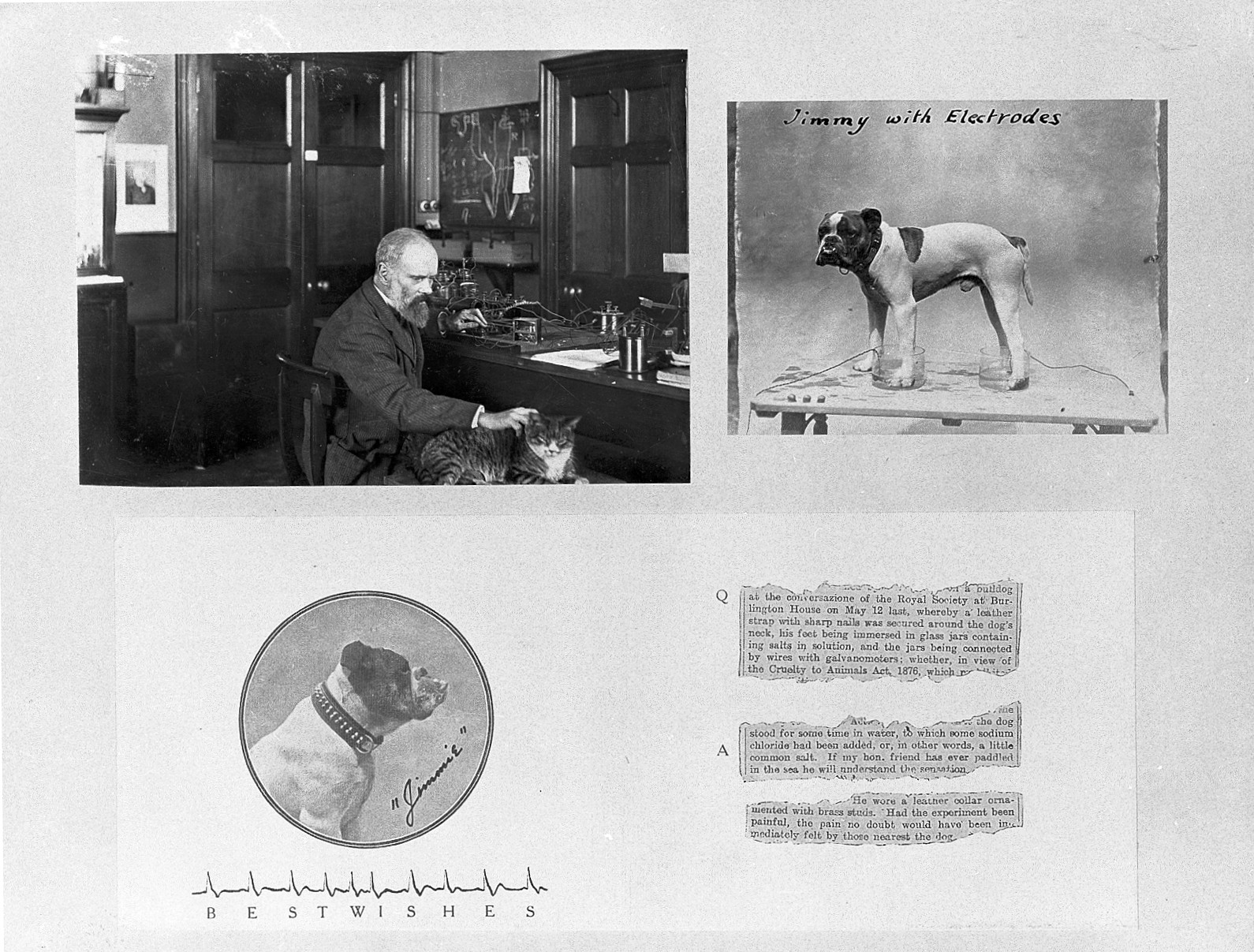
A.D. Waller al seu laboratori amb aparells i gat. Fotografia del seu gos "Jimmy" amb lèctrodes.

Augustus Desiré Waller (12 de juliol de 1856 a l'11 de març de 1922) va ser un fisiòleg del Regne Unit, membre de la Royal Society i fill d'Augustus Volney Waller. Va néixer a París, França.
Va estudiar medicina a la Universitat d'Aberdeen, on es va graduar el 1878 i va obtenir el seu doctorat en 1881. El 1883 va esdevenir professor de fisiologia a la London School of Medicine for Women. Mentre estava allà, va conèixer a la seva dona, Alice Palmer, una de les seues alumnes i filla de George Palmer, advocat i diputat, fundador de les fabriques de galetes Huntley & Palmer. 
El 1884 es va convertir en professor de fisiologia a l'Hospital St Mary Hospital de Londres. El 1887 va utilitzar un electròmetre capil·lar per gravar el primer electrocardiograma humà.
Va crear la primera màquina ECG pràctica amb elèctrodes de superfície.  Va fer conferències sobre aquest tema, per tot Europa i Amèrica, sovint usant el seu gos Jimmy en les seves demostracions ECG. Inicialment, Waller no pensava que els electrocardiogrames s'utilitzessin als hospitals. No obstant això, finalment, altres fisiòlegs, com Willem Einthoven i Thomas Lewis van mostrar a Waller que les gravacions sobre placa fotogràfica podien ajudar a diagnosticar les malalties del cor. El 1917, pocs anys abans de la seva mort, Waller va publicar un estudi de més de 2000 traces de malalties del cor. 
Va ser nomenat Fullerian Professor of Physiology el 1896 començant el 13 de gener de 1897.
Va morir a Londres, després de patir dos cops. 